# گوران میلیانوویچ
گوران میلیانوویچ (انگلیسی: Goran Miljanović؛ ۲ اکتبر ۱۹۵۶ – ۲۵ مارس ۲۰۰۸) بازیکن فوتبال اهل یوگسلاوی بود.
از باشگاه‌هایی که در آن بازی کرده‌است می‌توان به باشگاه فوتبال لیرسه اشاره کرد.
وی همچنین در تیم ملی فوتبال یوگسلاوی بازی کرده‌است.